# Nicolas Altstaedt
Nicolas Altstaedt (Heidelberg, 1982) is een Duits/Franse cellist en dirigent. Hij is artistiek directeur van Kammermusikfest Lockenhaus en de Haydn-Philharmonie.

## Biografie
Altstaedts ouders waren beiden arts. Zijn vader was Duits en zijn moeder was Frans. Ze hadden een grote muziekcollectie en als zevenjarige raakte Nicolas in de ban van de muziek van Dmitri Sjostakovitsj, omdat de platen van 20e-eeuwse componisten op kinderhoogte stonden.
Van 1996 tot 2001 studeerde hij bij Marcio Carneiro aan de Hochschule für Musik Detmold. Daarna ging hij naar de Muziekacademie Bazel en kreeg hij les van Ivan Monighetti. Aan de Hochschule für Musik "Hanns Eisler" Berlin studeerde hij bij Boris Pergamenschikow en later bij David Geringas en Eberhard Feltz. Die laatste, die overigens Sjostakovitsj nog gekend had, werd Altstaedt's mentor. Hij leerde in Berlijn ook violist Gidon Kremer kennen. Toen Kremer wilde stoppen met zijn Kammermusikfest Lockenhaus vroeg hij aan Altstaedt om zijn functie over te nemen. Vanaf 2012 was Altstaedt artistiek directeur van het kamermuziekfestival. Sinds zijn aanstelling vond het festival ook plaats op verplaatsing, zoals in het Mozarteum Salzburg, Wiener Konzerthaus, Musikverein Graz en het Concertgebouw Amsterdam.
In 2010 kreeg Altstaedt de Credit Suisse Young Artist Award, waarna hij tijdens zijn debuut met de Wiener Philharmoniker onder leiding van Gustavo Dudamel op het Luzern Festival het celloconcert van Robert Schumann uitvoerde.
Altstaedt speelde met orkesten zoals Tonhalle Orchester Zürich, Wiener Symphoniker, Tsjechisch Filharmonisch Orkest, Tchaikovsky Symphony Orchestra, Tokyo Metropolitan Symphony Orchestra, Tapiola Sinfonietta, Camerata Bern, Kremerata Baltica, Orquesta Sinfónica Simón Bolívar, Radio-Symphonie-Orchester-Berlin, Radio-Sinfonieorchester Stuttgart des SWR, Finnish Radio Symphony Orchestra, Melbourne Symphony Orchestra, New Zealand Symphony Orchestra, Bamberger Symphoniker, Münchener Kammerorchester, Zürcher Kammerorchester, Stuttgarter Kammerorchester, Österreichisch-Ungarische Haydn-Philharmonie, Auckland Philharmonia Orchestra, Tonkünstler-Orchester Niederösterreich, Japan Century Orchestra, Orchestre National de Lille, Orchestre Philharmonique de Strasbourg, Festival Strings Lucerne, Bundesjugendorchester, BBC Symphony Orchestra, Real Filharmonía de Galicia en Kammerakademie Potsdam. Hij werkte met dirigenten zoals Sir Roger Norrington, Esa-Pekka Salonen, Sir Neville Marriner, Christoph Eschenbach, Krzysztof Urbański, Lahav Shani, Robin Ticciati, Juraj Valcuha, Thomas Dausgaard, Sir Andrew Davis, Andrew Manze, Vladimir Fedosseyev, Andrej Borejko, Fabien Gabel, Emmanuel Krivine, Dmitri Slobodeniouk, Thomas Hengelbrock, Leif Segerstam, Giovanni Antonini, René Jacobs, Andrea Marcon, Vladimir Asjkenazi, Neeme Järvi, Dennis Russell Davies, Alexander Shelley, Vasili Sinajski, Jeffrey Tate, Mario Venzago, Walter Weller en David Zinman. Hij stond op het podium met muzikanten zoals Joeri Basjmet, Daniel Hope, Leif Ove Andsnes en Jörg Widmann.
Als kamermuzikant werkte hij met Alexander Lonquich, Barnabás Kelemen, Pekka Kuusisto, Antoine Tamestit, Jonathan Cohen, Janine Jansen, Lawrence Power en Quatuor Ebène. Hij werkte met hedendaagse componisten zoals Thomas Adès, Wilhelm Killmayer, Jörg Widmann, Matthias Pintscher, Sofia Goebaidoelina, HK Gruber en Moritz Eggert. In 2011 speelde hij een compositie van György Kurtág tijdens diens 85e verjaardagsfeest in Boedapest. In 2012 speelde hij Wolfgang Rihm's Cello Concerto "Versuchung" tijdens diens 60e verjaardagsfeest in Huddersfield. Hij speelde op de premières van Georg Friedrich Haas' Cello Concerto in Basel en Fazil Say's Cello Concerto in Istanboel. Say schreef de cellosonate Dört Sehir voor hem. In 2017 bracht het duo de cd Four Cities uit, op het Warner Classics label, met werk van Say, Debussy, Janáček en Sjostakovitsj. Ze stelden dit album voor in Bozar in Brussel. Hij bestelde ook werk voor viool en cello van de componisten Thomas Larcher en Raphael Merlin, dat in 2012 voorgesteld werd in Concertgebouw Amsterdam.
Sinds 2014 is Altstaedt artistiek directeur van de Österreichisch-Ungarische Haydn-Philharmonie, een rol die hij overnam op vraag van zijn vriend Ádám Fischer. Zodoende begon hij ook te dirigeren, wat hij een logische stap vond: "Als kind zat ik al partituren uit te pluizen", verklaarde hij. Met de Haydn Philharmonie treedt hij geregeld op in Wiener Konzerthaus en op het Esterházy Festival. Als dirigent werkte hij ook met Radio-Sinfonieorchester Stuttgart des SWR, Orchestre Philharmonique de Radio France, Zürcher Kammerorchester, Scottish Chamber Orchestra, Ancient Academy of Music en Orchestre de Chambre de Lausanne.
In 2016 maakte hij met componist en pianist Hauschka de voorstelling Lost. Deze voorstelling was gebaseerd op een filmproject van filmregisseur Federico Fellini dat nooit was afgemaakt: The Last Journey of Giuseppe Mastorna. Het scenario gaat over een cellist die door een noodlanding in Keulen terechtkomt, in de schaduw van een Gotische kerk. Uiteindelijk realiseert hij zich dat hij niet langer leeft. Het gegeven van "een muzikant in limbo" sprak Altstaedt erg aan: "Als muzikant verblijven we vaak een korte tijd op verschillende plaatsen en in verschillende tijdzones, met mensen die we niet kennen. Daarna trekken we verder. Na een tijdje weet je niet meer of je wel bestaat als je niet repeteert of optreedt. Wie ben ik als ik geen muziek maak? Waar hoor ik thuis?" Het stuk ging in première op het Vivacello Festival in Liestal in Zwitserland.
Tijdens het seizoen 2017-'18 was hij "Artist in Spotlight" in Concertgebouw Amsterdam. Voor het seizoen 2018-'19 was hij Artist in residence bij het NDR Elbphilarmonie Orchester. Tijdens het seizoen 2019-'20 was hij artistiek directeur van de Pfingstfestspiele Ittingen, "Artist in Focus" van de Alte Oper Frankfurt en Artist in Residence van het SWR Symphonieorchester.
In 2020 bracht hij een programma van Schubert en Haydn, met barokorkest B'Rock en dirigent René Jacobs. Ze speelden concerten in Haus der Musik in Innsbruck, Cité Musicale in Metz, De Bijloke in Gent en Kölner Philharmonie. In 2021 speelt hij in deSingel in Antwerpen, met Orchestre des Champs-Elysées en dirigent Philippe Herreweghe.
Altstaedt speelde op een cello van Nicolas Lupot (Parijs, 1821), ter beschikking gesteld door de Deutsche Stiftung Musikleben. Sinds 2013 speelt hij op een cello van Giulio Cesare Gigli (Rome, 1770) en een cello van Robert König (2012).
Op 20 augustus 2022 was Altsteadt de hoofdgast tijdens het Prinsengrachtconcert in Amsterdam.
Hij is gehuwd met de Noorse violiste Vilde Frang, waarmee hij ook vaak samenwerkt: "Samen muziek maken is intiemer dan het leven delen. Muziek is de subtielste en meest diverse taal die er bestaat, als je daar met iemand induikt en samen ontdekt wat voor wereld er schuilgaat achter de noten, graaf je heel diep."

## Discografie (selectie)
- Works For Cello And Piano (Genuin Records - 2007)
- Konzerte Für Violoncello Und Orchester Nr. 1 & 2 - van Joseph Haydn, met Kammerakademie Potsdam & Michael Sanderling (Genuin Records - 2009)
- Schumann - Tchaïkovsky - Gulda - met Staatsphilharmonie Rheinland-Pfalz & Alexander Joel (Claves Records - 2009)
- Cello Concertos - van Carl Philipp Emanuel Bach – met Arcangelo & Jonathan Cohen (Hyperior Records - 2016)
- Four Cities - met Fazil Say (Warner Classics - 2017)

## Onderscheidingen
- 2003 - Eerste prijs op "Concours d’Interpretation Musicale internationale" in Lausanne.
- 2004 - "Landgraf von Hessen-Preis" van de Kronberg Academy.[13]
- 2005 - Ersten Preis des Deutschen Musikwettbewerbes
- 2005 - Ersten Preis - International Domnick Cello Competition in Stuttgart.
- 2006 - 1st Prize - Adam International Cello Competition in New Zealand.
- 2008 - Marguerite-Duetschler Award - Gstaad.
- 2009 - Borletti Buitoni Fellowship[14]
- 2010 - Kulturstiftung Dortmund award
- 2010 - Credit Suisse Young Artist Award
- 2010 - 2012 - BBC New Generation Artist
- 2017 - Edison Klassiek "Kamermuziek" voor Nicolas Altstaedt en Fazil Say.[15]
- 2017 - BBC Music Magazine Concerto Award
- 2018 - Musikpreis der Stadt Duisburg.[16]